# Attendorn
Attendorn (pronunciación en alemán: /ˈatn̩ˌdɔʁn/ⓘ) es una ciudad alemana en el distrito de Olpe en la región de Renania del Norte-Westfalia. Según estimación de 2013 tiene una población de 24.336 habitantes.

## Historia
En el lugar donde se levanta hoy la ciudad, en tiempo de Carlomagno, surgió una parroquia, bajo el título de San Juan sobre una antigua iglesia misionera. En 1072 el arzobispo Anno de Cologne menciona la villa de Attendorn en un documento de donación a un monasterio vecino. Durante los siglos XIV y XV fue un centro importante de comercio de lana y lino. Dos fuertes incendios acabaron con la ciudad, el primero de 1733 y el segundo de 1741. A partir de entonces el estatus de la localidad fue de Villa de Attendorn. Durante la Segunda Guerra Mundial la pequeña villa fue prácticamente destruida por una bomba que estalló en ella el 28 de marzo de 1945.
El 1 de julio de 1969, con la reorganización territorial del distrito de Olpe, Attendorn fue declarada como nueva ciudad, con los territorios de los municipios de Hender y Attendorn rural, lo que hizo que la población de la antigua villa se triplicara, llegando hoy a casi los 25.000 habitantes.

## Geografía
La ciudad se encuentra a orillas del lago Bigges. En Attendorn se encuentra una de las grutas más grandes de Alemania, llamada Cueva Atta, con un lago subterráneo y una serie de estalagmitas y estalactitas que forman tiendas, cúpulas, columnas y escudos.

## Personajes ilustres
- Ángela María Autsch (1900-1944), religiosa trinitaria fallecida en el campo de concentración de Auschwitz.
- Otto Pöggeler (1928-2014), filósofo, representante de la filosofía hermenéutica.